# Le Teilleul
Le Teilleul – miejscowość i gmina we Francji, w regionie Normandia, w departamencie Manche. W 2013 roku populacja gminy wynosiła 1281 mieszkańców. 
1 stycznia 2016 roku połączono pięć wcześniejszych gmin: Ferrières, Heussé, Husson, Sainte-Marie-du-Bois oraz Le Teilleul. Siedzibą gminy została miejscowość Le Teilleul, a nowa gmina przyjęła jej nazwę. 